# 松阪牛

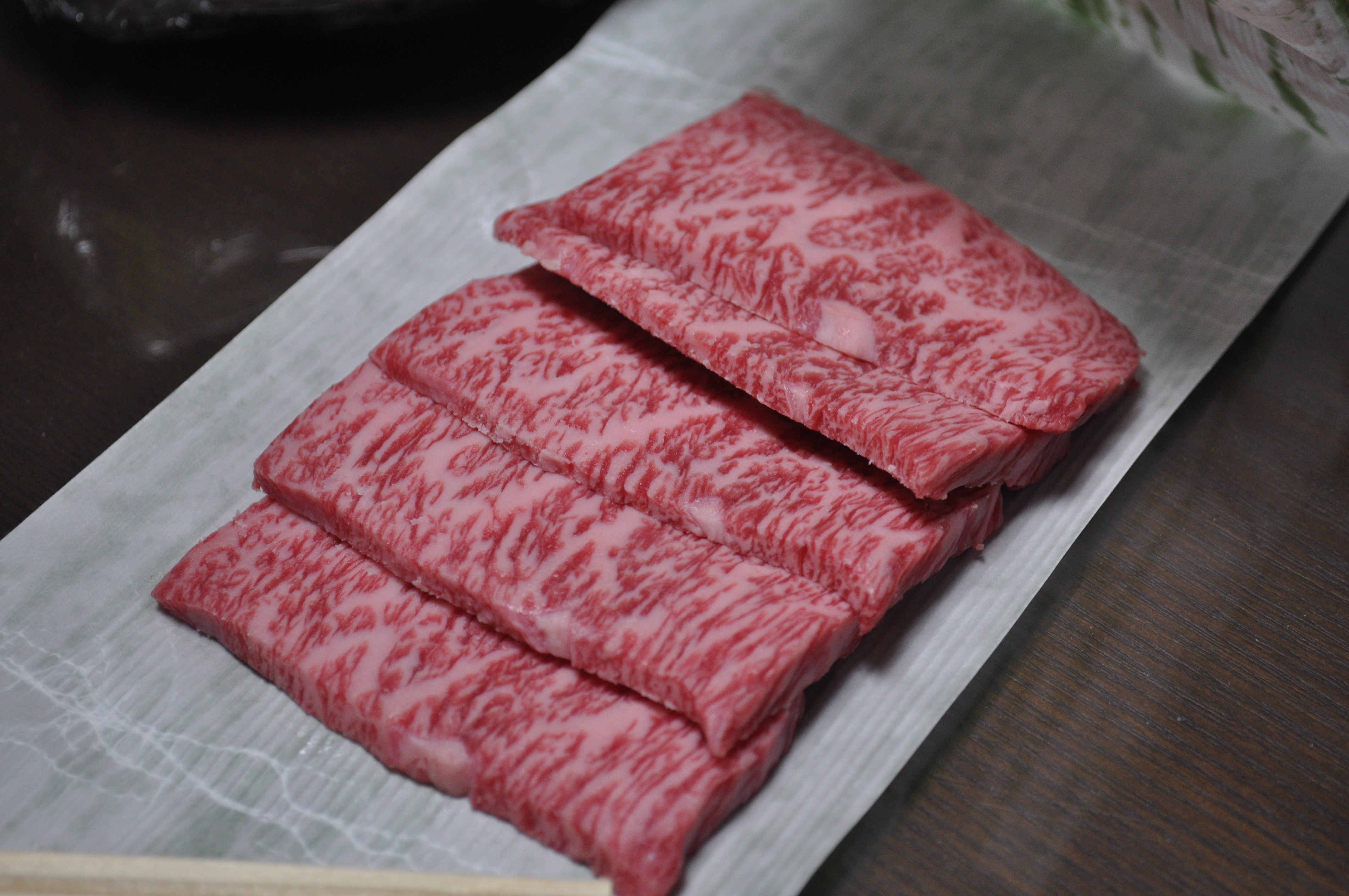
松阪牛 切片

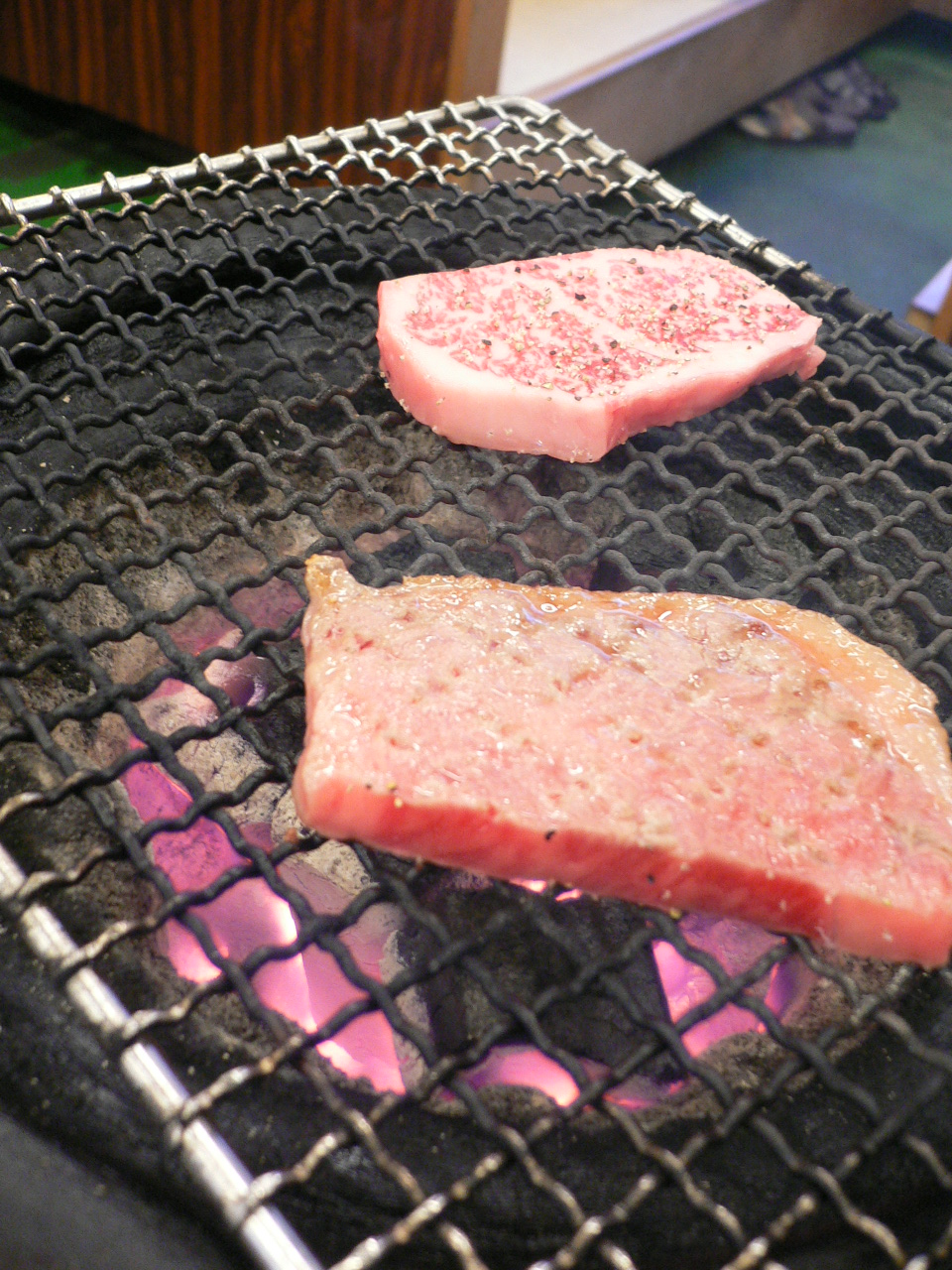
以木炭及鐵網進行燒烤的松阪牛肉片

松阪牛（まつさかうし）是三重縣松阪市及其近郊生產的黒毛和牛。是在日本国内和国际上最有名的牛肉，也是世界最頂級及最貴的牛肉，脂肪/肉比例较高。與神戶牛、近江牛并稱為日本三大和牛之一。松阪牛是被日本人評級為最好的和牛，是國寶級和牛。

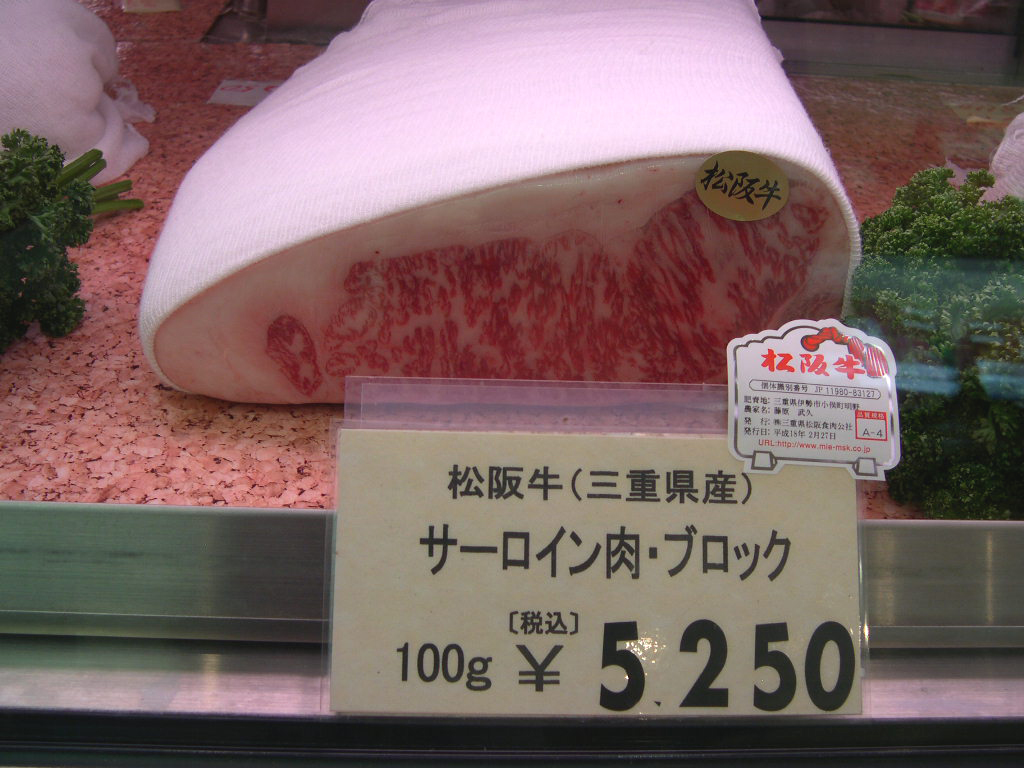
在东京出售的松阪牛腰肉

## 养殖
松阪牛大部分來源於出生自兵库县的但马牛。只有在松阪養殖且未曾交配過的雌性和牛才能被稱為松阪牛，在那里牠们被供给充足的饲料，以及豆腐渣和研磨小麦。牠们在没有胃口时被喂养啤酒，以激发食欲，并定期接受按摩。 

## 关连項目
- 但馬牛
- 近江牛
- 朝日屋 (三重県)
- 豚捨
- 松阪牛協議会
- 松阪肉牛共進会
- 深野和紙
- 松阪豚

## 延伸阅读
- Stephanie Strom. "In Japan, A Steak Secret To Rival Kobe".  The New York Times, July 18, 2001.  Accessed 16 June 2008.